# Collinsville (Alabama)
Collinsville è un comune degli Stati Uniti d'America situato nelle contee di DeKalb, Cherokee dello Stato dell'Alabama.